# Lagotto romagnolo
Lagotto romagnolo (FCI #298) er en mellemstor vandhund, der stammer fra Romagna-regionen i Italien. Hunderacen er også kendt som italiensk vandhund og italiensk trøffelhund.
| Biologi | Spire Denne artikel om biologi er en spire som bør udbygges. Du er velkommen til at hjælpe Wikipedia ved at udvide den. |